# جيمي ويلسون (سياسي)
جيمي ويلسون (بالإنجليزية: Jimmy Wilson)‏ هو مصرفي وسياسي أمريكي، ولد في 31 يناير 1931 في كارلسباد في الولايات المتحدة، وتوفي في 19 نوفمبر 1986. حزبياً، نشط في الحزب الديمقراطي والحزب الجمهوري. وقد انتخب عضو مجلس نواب لويزيانا.